# Tipp City
Tipp City és una població dels Estats Units a l'estat d'Ohio. Segons el cens del 2000 tenia 9.221 habitants.

## Demografia
Segons el cens del 2000, Tipp City tenia 9.221 habitants, 3.632 habitatges, i 2.542 famílies. La densitat de població era de 576,1 habitants per km².
Dels 3.632 habitatges en un 36,9% hi vivien nens de menys de 18 anys, en un 56,6% hi vivien parelles casades, en un 9,6% dones solteres, i en un 30% no eren unitats familiars. En el 25,1% dels habitatges hi vivien persones soles el 10,7% de les quals corresponia a persones de 65 anys o més que vivien soles. El nombre mitjà de persones vivint en cada habitatge era de 2,51 i el nombre mitjà de persones que vivien en cada família era de 3,02.
Per edats la població es repartia de la següent manera: un 28,2% tenia menys de 18 anys, un 7,7% entre 18 i 24, un 30,1% entre 25 i 44, un 21,1% de 45 a 60 i un 13% 65 anys o més.
L'edat mediana era de 36 anys. Per cada 100 dones de 18 o més anys hi havia 89,9 homes.
La renda mediana per habitatge era de 48.675 $ i la renda mediana per família de 62.991 $. Els homes tenien una renda mediana de 44.917 $ mentre que les dones 27.973 $. La renda per capita de la població era de 24.118 $. Aproximadament el 3,8% de les famílies i el 5,2% de la població estaven per davall del llindar de pobresa.

## Poblacions més properes
El següent diagrama mostra les poblacions més properes.